# Болоково
Болоково (рос. Болоково) — присілок в Новоржевському районі Псковської області Російської Федерації.
Населення становить 7 осіб. Входить до складу муніципального утворення Вехнянська волость.

## Історія
Від 2015 року входить до складу муніципального утворення Вехнянська волость.

## Населення
| 2002 | 2010 |
| ---- | ---- |
| 14   | ↘7   |